# Johnny Get Angry
«Johnny Get Angry» es una canción interpretada por la cantante estadounidense Joanie Sommers. Escrita por Hal David y compuesta por Sherman Edwards, la canción fue publicada como sencillo el 25 de mayo de 1962 y alcanzó el puesto #7 en el Hot 100 de la revista Billboard.
La canción fue arreglada y producida por Stan Applebaum. Esta versión incluía un bajo, guitarra rítmica, batería, trompetas, piano de jazz, cuerdas, un coro femenino sin palabras, además de un conjunto de kazoos, que se escuchan durante la sección instrumental de la canción.

## Recepción de la crítica
En una reseña de la canción de AllMusic, el crítico Matthew Greenwald la describió como “una porción de puro pop vainilla, con un vago matiz de R&B en la melodía de MOR para atraer a los adolescentes”.

## Posicionamiento

### Gráfica semanal
| Gráfica (1962)                     | Pico de posición |
| ---------------------------------- | ---------------- |
| Estados Unidos (Billboard Hot 100) | 7                |

### Gráfica de fin de año
| Gráfica (1962)                     | Pico de posición |
| ---------------------------------- | ---------------- |
| Estados Unidos (Billboard Hot 100) | 56               |

## Otras versiones
- La cantante británica Carol Deene lanzó una versión de la canción en 1962 que alcanzó el puesto #32 en la lista de sencillos del Reino Unido.[8]
- Shelley Fabares lanzó una versión de la canción en su álbum de 1962 The Things We Did Last Summer.[9]
- La cantante japonesa Mariko Kurata lanzó una versión de la canción en japonés, con letras escritas por Tomoko Aran, en su álbum Stormy Weather (1978).[10]
- La banda estadounidense Motor Totemist Guild lanzó una versión de la canción titulada «Get Angry» en su álbum de 1984 Infra Dig.[11]